# Illa de Los Estados

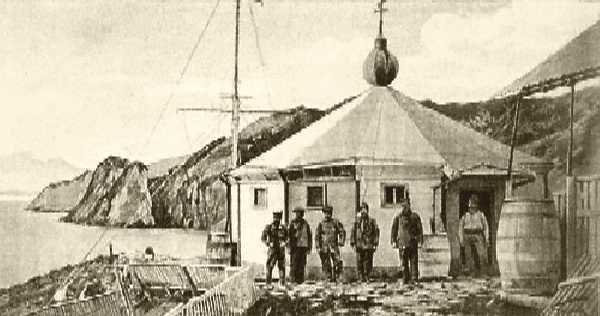
Far de San Juan del Salvamento a l'est (1898)

Illa de los Estados (en angles: Staten Island, de l'holandès Stateneiland) és una illa argentina que es troba a 29 km de Terra del Foc de la qual la separa l'estret Le Maire. Rep el nom pels Estats Generals d'Holanda, amb un nom d'origen idèntic al barri de Nova York Staten Island.
L'illa és administrativament una part de la província argentina de Tierra del Fuego i del departament i ciutat d'Ushuaia. Ha estat declarada reserva provincial ecològica, històrica i turística, té un accés limitat des d'Ushuaia. L'únic assentament és l'estació naval de Puerto Parry, creat el 1978, en un profund fiord al nord de l'illa.

## Història
L'illa va ser descoberta el 25 de desembre de 1615 per Jacob le Maire i Willem Schouten. La van anomenar Staten Landt (Terra dels Estats) en honor dels Estats Generals, el parlament de les Províncies Unides dels Països Baixos.
El 1884 es va inaugurar el far San Juan del Salvamento aquest far es va conèixer amb el nom de Far de la fi del món i es diu que va inspirar Jules Verne pel seu llibre Le Phare du bout du monde, publicat el 1905.

## Geografia
Ocupa una superfície de 534 km² i té moltes badies. El punt més alt es troba a 823 metres i es considera la darrera prominència de la serralada dels Andes. Té una pluviometria anual alta, uns 2.000 litres a l'any.

## Flora i fauna
Illa de los Estados està coberta per densos boscos baixos de Nothofagus (faig del sud). La fauna de l'illa es compon de pingüins, orques, foques, gavines, cormorans i altres animals introduïts per l'home com cérvols i cabres. Hi ha una de les colònies més meridional de pingüins magallànics. A finals del segle xviii aquesta illa havia estat una estació de processament de greix de foca.